# Juan Williams Rebolledo

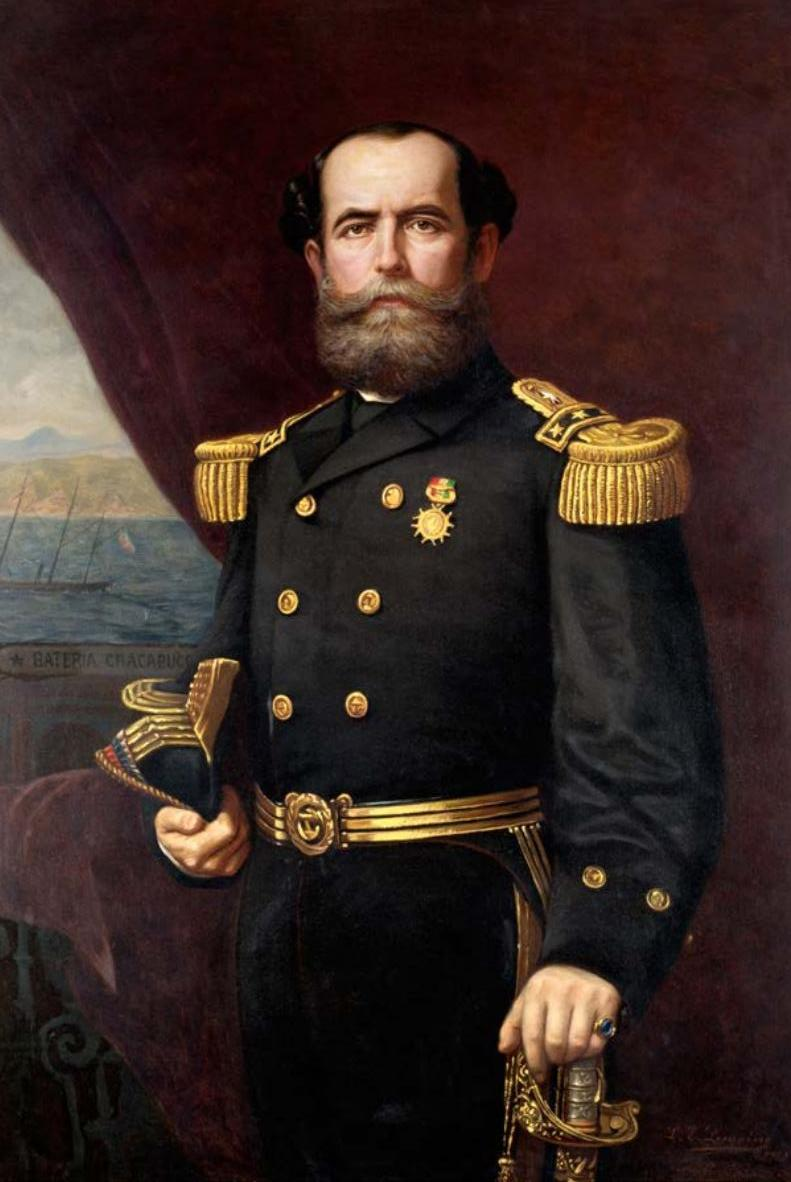
Juan Williams Rebolledo
(Porträt von 1879)

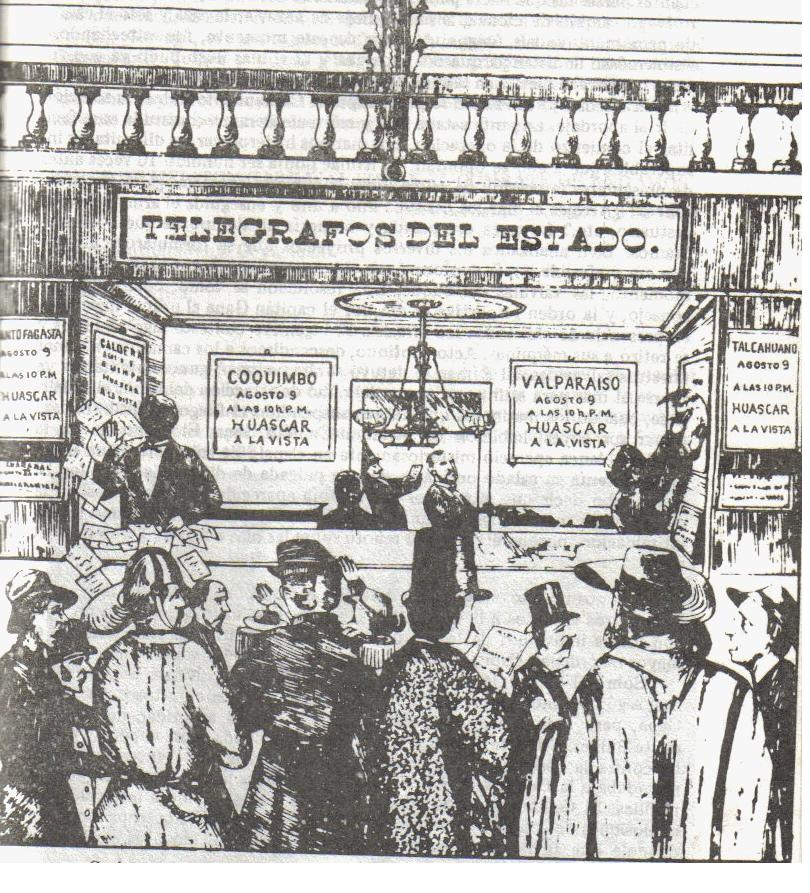
Zeitgenössische Karikatur aus Peru, die die in Chile herrschende Hysterie wegen der allgegenwärtigen Bedrohung durch das Panzerschiff Huáscar auf den Arm nimmt. Die öffentliche Erregung in Chile trug zur Entlassung Juan Williams Rebolledos als Flottenchef im Winter 1879 bei.

Juan Williams Rebolledo (* 1825 in Curacaví; † 24. Juni 1910 in Santiago de Chile) war ein chilenischer Marinekommandeur und Vizeadmiral.

## Leben
Er wurde um 1825 in Curacaví geboren als Sohn von John Williams Wilson (alias Juan Guillermos), einem britischen Fregattenkapitän in der chilenischen Marine, und dessen spanischer Ehefrau Gertrudis Micaela Rebolledo Sanhueza.
Im Mai 1844 trat er in die Marine ein. Im Oktober 1844 nahm er an Versorgungsfahrten für die von seinem Vater im Jahr zuvor gegründete Kolonie Fuerte Bulnes am Puerto del Hambre an der Magellanstraße teil. 1849 nahm er zusammen mit Bernhard Philippi an der Erkundung des Lago Llanquihue und des Lago Nahuelhuapi teil, die zum Ziel hatte die Ansiedlung deutscher Kolonisten vorzubereiten.
Ab 1850 kommandierte er verschiedene Marineschiffe, unter anderem bei der Niederschlagung der revolutionären Bewegung von 1851 und 1852 bei der Wiederherstellung der Ordnung nach dem Aufstand von José Miguel Cambiaso in Magallanes. 1854 wurde er zum Korvettenkapitän ernannt und führte Missionen an der Atacama-Küste aus. Als Fregattenkapitän heiratete er die in Rio de Janeiro geborene, 20-jährige Kaufmannstochter Clara Josefina Naegelé, deren Vater aus dem Elsass (oder aus Baden) stammte und deren Mutter eine in Polen aufgewachsene Franko-Italienerin war, deren Schönheit sie geerbt hatte. Mit Clara, die sieben Sprachen beherrschte und eine beliebte Salonmusikerin war, bekam er fünf Kinder.
Mit seinem Schiff Esmeralda kämpfte Juan Williams Rebolledo 1865 gegen die spanische Flotte. In der Seeschlacht vor Papudo am 26. November 1865 eroberte er das spanische Kriegsschiff Virgen de Covadonga im Spanisch-Südamerikanischen Krieg. Anschließend wurde er zum Kapitän zur See befördert.
1877 erlangte er den Rang eines Konteradmirals und wurde Oberkommandierender der chilenischen Kriegsflotte im Salpeterkrieg. In dieser Funktion nahm er auf seinem Flaggschiff, der modernen Panzerfregatte Blanco Escalada, maßgeblich an der Eroberung der Städte Tocopilla und Cobija am 27. März 1879 teil. Gegen den Plan des chilenischen Kriegsministers Rafael Sotomayor Baeza, die in Callao liegende und noch nicht kampfbereite peruanische Flotte direkt in ihrem Heimathafen anzugreifen, sperrte sich Williams zäh, weil dies wegen der beschränkten Reichweite der chilenischen Flotte ein zu großes Risiko bedeutet hätte. Stattdessen ordnete er die Seeblockade des damals noch peruanischen Hafens Iquique mit älteren chilenischen Schiffen an. In den Seegefechten vor Iquique und Punta Gruesa ging die veraltete Esmeralda zwar verloren, jedoch verlor die peruanische Marine ihr stärkstes Schiff, die Panzerfregatte Independencia. Anschließend gelang es der chilenischen Marine aber trotz ihrer Überlegenheit nicht, die Störungen des peruanischen Panzerschiffs Huáscar zu unterbinden, die unter dem Kommando des peruanischen Admirals Miguel Grau monatelang sehr effektiv die chilenischen Nachschubwege störte und den Fortgang der Landoperationen unmöglich machte. Die Überfälle der Huáscar sorgten in der chilenischen Öffentlichkeit für große Unruhe und führten zu Vorwürfen gegenüber dem Flottenkommando. Als die Huáscar am 23. Juli 1879 das chilenische Transportschiff Rímac erbeutete, das mit 300 Soldaten, Pferden, Munition und militärischer Ausrüstung nach Antofagasta unterwegs war, musste Williams Rebolledo, der durch seinen Dauerkonflikt mit dem Kriegsminister politisch geschwächt und auch gesundheitlich angeschlagen war, als Flottenkommandeur zurücktreten. Erst im Oktober 1879 gelang es seinem Nachfolger Galvarino Riveros Cárdenas, die Huáscar beim Seegefecht von Angamos mit einer starken Verfolgungsflotte zu stellen und auszuschalten.
1886 wurde Williams zum Generalkommandanten von Valparaíso ernannt.
Im März 1890 wurde er erneut zum Oberkommandierenden der Marine bestellt. Beim Ausbruch des chilenischen Bürgerkrieg von 1891, als sich die gesamte Flotte aufseiten des chilenischen Kongresses gegen den immer tyrannischer regierenden Präsidenten Balmaceda erhob, trat er jedoch von seinem Posten zurück und blieb loyal zum Präsidenten. Sein Sohn Juan Williams Naegelé kam im chilenischen Bürgerkrieg in der Schlacht bei Placilla (nahe Valparaíso) am 28. August 1891 ums Leben.
1894 wurde er Vorsitzender der Partido Liberal Democrático. 1902 veröffentlichte er das Buch Contienda de Chile y Perú contra España, in dem er den Spanisch-Südamerikanischen Krieg behandelt.
1908 wurde Juan Williams Rebolledo per Gesetz zum Vizeadmiral ernannt.
Am 24. Juni 1910 starb er in Santiago de Chile.
Die Stadt Puerto Williams wurde 1956 nach ihm benannt.